# Премія імені М. В. Лисенка
Пре́мія і́мені Миколи Віта́лійовича Ли́сенка — державна щорічна нагорода, що вручається за видатні музичні твори (оперні, балетні, симфонічні, кантатно-ораторіальні, камерно-інструментальні та вокально-хорові), що здобули широке громадське визнання, за досягнення в педагогічній діяльності, а також за видатні музикознавчі праці.
Заснована постановою Ради міністрів УРСР від 20 травня 1982 року з метою дальшого розвитку українського радянського мистецтва та увічнення пам'яті видатного українського композитора Миколи Віталійовича Лисенка. Згідно з положенням, нова редакція якого була затверджена у 1992 році, кандидатури та твори висуваються на здобуття премії президіями творчих спілок, Академією наук України та її інститутами, мистецькими закладами, радами мистецьких навчальних закладів, видавництвами, колективами підприємств, установ і організацій. Склад журі та остаточне рішення про присудження премії визначається спільним рішенням Міністерства культури України, Спілки композиторів України та Всеукраїнської музичної спілки.
Премію присуджують щороку до дня народження М. В. Лисенка — 21 березня.
Організаційно-методичний супровід присудження Премії здійснює Державне агентство України з питань мистецтв та мистецької освіти.

## Лауреати премії
- Номінація «за видатні досягнення у професійній композиторській творчості» - український композитор Євген Петриченко за твори: «Concerto Grosso з позитивом» «Осяяні чорним сонцем» та Диптих «Коляда-триб’ют» (2024)[4];
- Номінація «за видатні досягнення у професійному виконавському мистецтві» - Роман Рєпка (фортепіано) за концертну програму «Левко Ревуцький. Повернення шедевру» (2024);
- Номінація «за видатні досягнення у професійній композиторській творчості» - український композитор Сасько Геннадій за твір «Веснонько, весна». Концерт для мішаного хору та солістки на вірші Максима Рильського (2023)[5];
- Номінація «за видатні досягнення у професійному виконавському мистецтві» – Пилатюк Назарій – артист-соліст-інструменталіст (скрипка) за концертну програму «In Memoriam. Пам’яті Мирослава Скорика» (2023);
- Номінація «за видатні досягнення у професійній композиторській творчості» - Олексій Скрипник за хоровий концерт «Катарсис» для мішаного хору a cappella на канонічні тексти (у 4 частинах) (2022)[6];
- Номінація «за видатні досягнення в музикознавстві» - Євген Єфремов за «Наспів «жниво-голосіння» на Київському Поліссі», «Жанрово-обрядове попурі – унікальний пісенний зразок з верхів’їв Горині», «Обрядові пісні Чернігівської землі – типове та особливе» (2022).